# آبشار چوتوک
آبشار چوتوک (به انگلیسی: Chotok Waterfalls) یک آبشار در پاکستان است که در Moola Tehsil واقع شده‌است.